# Paredes de Sigüenza
Paredes de Sigüenza es un municipio y localidad española de la provincia de Guadalajara, en la comunidad autónoma de Castilla-La Mancha. El término municipal, que incluye también el núcleo de Rienda, tiene una población de 22 habitantes (INE 2024)

## Geografía
Paredes de Sigüenza se encuentra ubicado en el norte de la provincia de Guadalajara, cerca de la zona de entronque de los sistemas montañosos Central e Ibérico (sierra Ministra), en la serranía de Guadalajara. Su nombre hace referencia a la localidad de Sigüenza. 
En el término municipal se incluyen las poblaciones de Paredes de Sigüenza y Rienda. Junto a este municipio se encuentran también los de Alcolea de las Peñas, Atienza, Tordelrábano y Valdelcubo.
Se encuentra a unos 1000 m sobre el nivel del mar. Cerca de la localidad nace el río Salado. La localidad dista 95 km de Guadalajara, 26 km de Sigüenza y 72 km de Soria.

## Historia
A mediados del siglo XIX, el lugar tenía contabilizada una población de 270 habitantes. La localidad aparece descrita en el decimosegundo volumen del Diccionario geográfico-estadístico-histórico de España y sus posesiones de Ultramar de Pascual Madoz de la siguiente manera: 

PAREDES DE SIGÜENZA: v. con ayunt. en la prov. de Guadalajara (13 leg.), part. jud. de Atienza (2), aud. terr. de Madrid (23), c. g. de Castilla la Nueva, dióc. de Sigüenza (4): sit. á la entrada de una estensa llanura, con buena ventilacion y clima sano; tiene 38 casas; la consistorial; cárcel; escuela de instruccion primaria frecuentada por 10 alumnos de ambos sexos, á cargo de un maestro pagado por los padres de los discípulos; una fuente de aguas gruesas y salobres; una igl. parr. (San Julian confesor) servida por un cura y un sacristan. térm.: confina con los de Rienda, Marazobel, Valdealmendros y Valdelcubo; dentro de él se encuentra una ermita (la Soledad): el terreno en lo general es agrio y de mediana calidad; comprende 3 montes de mata baja. caminos: los locales y la carretera de Madrid á Navarra. correo: se recibe y despacha en la cab. del part. prod.: ricos cereales, garbanzos y otras legumbres; buenos pastos, con los que se mantiene ganado lanar, vacuno y mular; hay caza de liebres, conejos, perdices, palomas y otras aves. ind.: la agrícola y recriacion de ganados. comercio: esportacion del sobrante de frutos é importacion de los art. que faltan. pobl.: 46 vec., 270 alm. cap. prod.: 876,225 rs. imp.: 70,100. contr.: 6,305.
(Madoz, 1849, p. 699)

Hasta la reforma de la nomenclatura municipal de 1916 el municipio se llamaba simplemente Paredes. En dicha fecha su nombre fue modificado por el de Paredes de Sigüenza.

## Demografía
Paredes de Sigüenza cuenta con una población de 22 habitantes (INE 2024).
| Gráfica de evolución demográfica de Paredes de Sigüenza entre 1842 y 2021 |
| |
| Población de derecho según los censos de población del INE Población de hecho según los censos de población del INEEntre el censo de 1857 y el anterior, crece el término del municipio porque incorpora a Rienda |

| 86            | 76 | 54 | 43 | 28 | 22 |
| (Fuente: INE) |    |    |    |    |    |

## Patrimonio

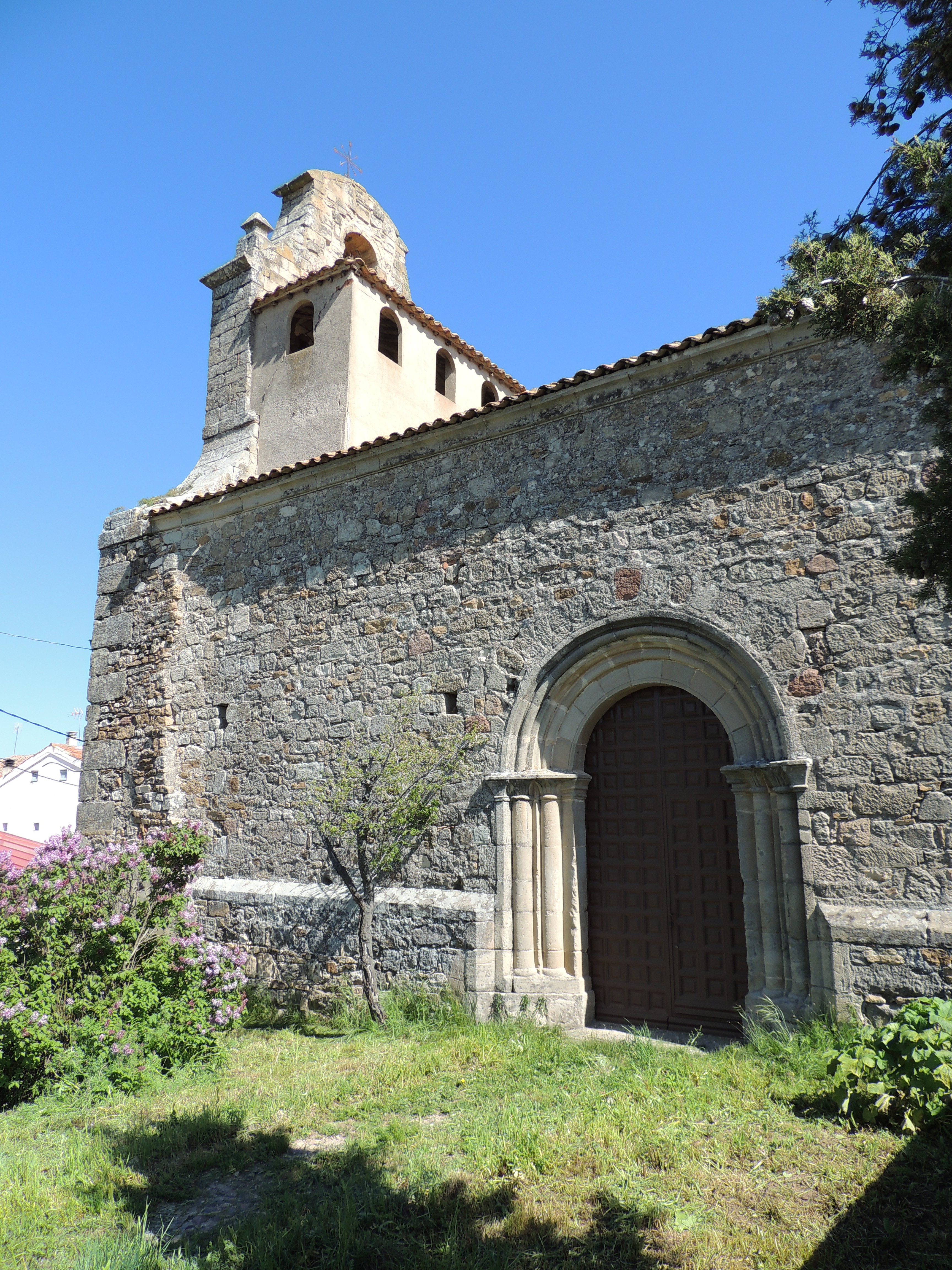
Iglesia de San Julián

En la localidad hay una iglesia parroquial bajo la advocación de San Julián confesor.

## Fiestas locales
Su patrón es San Julián, cuya festividad se celebra el 28 de agosto junto con sus fiestas anuales. Su patrona es la Virgen del Sagrario y su festividad se celebra el segundo fin de semana de mayo.